# ماكجوي أرويو
ماكجوي أرويو (مواليد 5 ديسمبر 1985) هو ملاكم من بورتوريكو، مثّل بلاده في الألعاب الأولمبية الصيفية 2008.

## روابط خارجية
ماكجوي أرويو على موقع بوكس ريك (الإنجليزية) (registration required)
- ماكجوي أرويو على موقع اللجنة الأولمبية الدولية (الإنجليزية)
- ماكجوي أرويو على موقع أوليمبيديا (الإنجليزية)